# Carlos Albán
Francisco José Carlos Albán Estupiñán (Asunción de Popayán, 9 de marzo de 1844-Bahía de Panamá, 20 de enero de 1902) fue un inventor, matemático, militar, médico, político, periodista, abogado, ingeniero civil y policía colombiano, miembro del Partido Conservador Colombiano.
Estudió en el Seminario de Popayán y en la Universidad del Cauca que en 1869 le otorgó el grado de doctor en Medicina y Cirugía, y en 1871 el de doctor en Derecho y Ciencias Políticas, con una tesis que versó sobre la Constitución de 1863 y en la que señalaba que el pueblo colombiano no podía seguir siendo regido por el liberalismo, su Constitución y sus leyes. Defendió su tesis ante un jurado completamente liberal, que la calificó de sobresaliente a pesar de protestar por «las frases injuriosas del graduando».
Falleció en las aguas de la Bahía de Panamá, cuando su embarcación, Lautaro, fue hundida por tropas enemigas durante la Guerra de los Mil Días, cuando siendo el gobernador de la provincia separatista de Panamá en ese momento.

## Biografía
Desde muy joven participó en actividades políticas, pues en 1865, siendo estudiante, debió luchar en la batalla de Santa Bárbara, en defensa del gobierno liberal del Estado Soberano del Cauca, que enfrentaba una revolución conservadora. Posteriormente, se dedicó a reorganizar el partido conservador, que prácticamente había desaparecido. Para lograrlo, en 1870 fundó en Cali el periódico Los Principios, en el que llamaba al activismo político denunciando el estado de desorden social resultante de la Constitución de Rionegro y de las Constituciones caucanos. Creía que no se había instituido la inviolabilidad de la vida humana, «sino la patente de corso para los homicidas», que el régimen de libertades individuales había degenerado en provecho de los gamonales liberales y que muchos conservadores «habían abandonado el campo de los principales». 
La vida de este periódico fue corta: en 1871 debió cerrarlo por problemas de distribución. Pero a principios de ese año, Albán había fundado en Popayán el periódico Principios Político-Religiosos, que contó con la colaboración de Fernando Angulo y Sergio Arboleda, con quienes reorganizó el partido conservador. Sin embargo, el periódico debió cerrarse después del primer trimestre, porque los liberales hicieron advertencia de que la reorganización conservadora llevaría a la guerra. Se reabrió en 1873 bajo la dirección de Manuel Carvajal Valencia y la colaboración de Albán, quien además escribía en El Tradicionista y en otros periódicos conservadores de Bogotá.
Su época de mayor actividad fue la de 1875-76 cuando, aprovechando la división liberal entre radicales e independientes, se dio a la tarea de crear un «partido católico» al que podrían afiliarse aquellas personas que «admiten el catolicismo con todas sus consecuencias, y sin restricciones de ninguna clase, cualquiera que sea, por otra parte, el partido político al que pertenezcan». En su labor periodística había comprobado la importancia del catolicismo como factor de cohesión política y había observado que el clero, y en especial Carlos Bermúdez, obispo de Popayán, y Manuel Canuto Restrepo, de Pasto, eran importantes agitadores; esto coincidió con la presencia en el Cauca de una imagen de bulto de la virgen de Lourdes con la que se realizaban procesiones que fueron utilizadas con fines políticos, a lo que se unió la creación de sociedades católicas, Sociedad de San Vicente de Paúl, del Sagrado Corazón y otras.
No obstante importantes avances que se dieron en la creación de ese partido, las condiciones políticas caucanas llevaron a que el proyecto se abandonara y a que Albán lanzara a los conservadores a la guerra de 1876 que, como es bien conocido, tuvo unas particulares características de guerra religiosa que no bastaron para que el conservadurismo resultara vencedor. El fracaso de la aventura militarista llevó a la expulsión de una parte del clero y de los principales conservadores; pero lo más importante fue que la labor de Albán rindió sus frutos en la medida en que el conservadurismo, a pesar de la represión liberal, se sostuvo como partido y estuvo preparado para ayudar a los liberales independientes en la guerra de 1885, que permitió la instauración del período político conocido como la Regeneración, iniciándose con él la llamada Hegemonía Conservadora.
A partir de 1886, Carlos Albán fue figura destacada de los gobiernos de la nación y del Estado del Cauca, al ocupar importantes cargos públicos como los de magistrado del Tribunal del Centro, procurador general del Estado y procurador general de la Nación, entre otros. Con esto no terminó su activismo político, pues se afilió a la fracción conservadora conocida como los Históricos, en la que desarrolló la oposición a los gobiernos de Miguel Antonio Caro y Carlos Holguín Mallarino, que llevaron a que en 1891 este último le aplicara la llamada Ley de los Caballos (Ley 61 de 1888) y lo confinara en el Cauca.

### Guerra de los Mil Días
Su actividad militar tampoco había terminado, pues participó en la guerra de 1895 defendiendo la hegemonía de su partido, y en 1899 debió suspender un viaje a Europa, donde desempeñaba el consulado de Hamburgo, para participar en la guerra de los Mil Días, siendo nombrado jefe civil y militar en Panamá.
En ejercicio de este cargo sostuvo una interesante polémica con el doctor Carlos Martínez Silva, embajador colombiano en Washington, acerca del futuro del Canal, que es mencionada en el Memorándum sobre la cuestión del canal ístmico con los Estados Unidos, escrito el 25 de junio de 1901 por Martínez. Albán argumentaba que la construcción de un canal por Nicaragua, que realizarían los Estados Unidos, en nada perjudicaría al qué se abriera por Panamá, y que por el contrario ayudaría a preservar los derechos colombianos. Hay quienes sostienen que, de haberse aceptado sus argumentos, Panamá y su Canal aún serían parte de Colombia. Por otro lado, como general, a Carlos Alban le fue encargada por el gobierno de Marroquín la defensa de Riohacha en la Guajira, que se vio atacada por el ejército Venezolano y los liberales, delegando esta tarea a los generales Juan B. Tovar y Ramon Amaya, quienes junto a la guarnición colombiana apostada en dicha ciudad y el batallón Briceño vencieron a los invasores venezolanos y liberales en la Batalla de Carazúa el 13 de septiembre de 1901.

### Vida científica

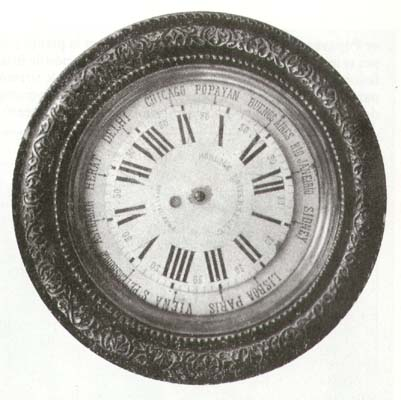
Reloj de la hora universal, inventado por Carlos Albán.

Albán no se dedicó únicamente a la política. Siempre tuvo tiempo para investigaciones en los campos de la física, las matemáticas y la química, áreas que tenían un precario desarrollo en Colombia: buscó obtener el movimiento perpetuo para aplicarlo a la industria, en una empresa obviamente genérica. Intentó fabricar cámaras de plomo que le permitieran destilar ácido sulfúrico, un producto fundamental en la industria manufacturera. Sus esfuerzos le permitieron obtener una gota de sulfuro de carbono, único disolvente del caucho.
En 1872 sus investigaciones sobre la precipitación de los metales lo llevaron a establecer analogías entre las formas de los precipitados y ciertas formas vegetales, y a proponer una nueva clasificación de los metales que no se basaba en la afinidad con el oxígeno sino en las leyes que rigen «la formación de arborescencia en los precipitados». Además, hizo estudios sobre la reflexión de la luz e inventó un «espejo de luz trifocal». También inventó un aparato para producir vacío sin necesidad de la «máquina neumo-barométrica», que tuvo gran acogida en París y fue recomendado en boletines científicos.
Otros de sus inventos fueron un reloj que marcaba la hora mundial. Un aparato que permitía levantar cualquier peso y qué fue patentado en los Estados Unidos, y un invento denominado Ludión Doble que fue patentado en Bruselas.
Esta actividad científica no se redujo a la esfera de Popayán. Sus contemporáneos dicen que en la prensa europea se le mencionaba con elogio y que en la Exposición de Bruselas obtuvo algunos premios. Sus viajes por Europa le sirvieron para dictar después conferencias en Cali sobre la conveniencia del alumbrado de gas acetileno y sobre el aprovechamiento de la fuerza de la corriente del río Cauca en la industria:

Toda esa fuerza que se pierde -decía- y toda fuerza en la industria es riqueza (...) Estudiaré hidráulica para probar a los ingenieros que la ciencia puede aprovechar este tesoro de nuestro río.
Carlos Albán

Pero su invento de trascendencia universal fue el de «un sistema de globos aerostáticos de envoltura metálica», cuya patente fue solicitada en 1887 al Ministerio de Industria, y que precedió en algunos años la construcción del Dirigible. Así, escribió:

Señor Ministro de Fomento: Carlos Albán, colombiano, vecino de Popayán, a usted respetuosamente dice: He encontrado que la cubierta de tela que actualmente se usa para forrar los globos aerostáticos puede ser sustituida con grandes ventajas por la envoltura delgada de hierro, acero, aluminio u otro metal o liga maleable, sin que nadie antes que yo haya tenido tal idea ni haya hecho uso de tales cubiertas para los globos. Con un kilogramo de metal puede formarse una lámina de un metro cuadrado; y seiscientos metros cuadrados de dichas láminas pueden formar un cubo de diez metros por lado de cada una de sus seis caras: un cubo de esta superficie tiene mil metros cúbicos de capacidad y, lleno de hidrógeno, puede levantar 1.300 kilogramos, pues se sabe que cada metro cúbico de gas levanta 1 K,300; luego resta una fuerza ascensional de 700 kilogramos, suficiente para atender a todas las condiciones que debe tener un globo y hasta duplicar el peso de la cubierta. Siendo aplicable este cálculo a la esfera y a cualquier otra forma que se dé al globo, no se necesita más demostración. En tal virtud, de acuerdo con las leyes vigentes, solicito del Poder Ejecutivo Nacional privilegio exclusivo para explotar mi descubrimiento por el término legal, y acompaño el recibo respectivo de la Tesorería General, como también un dibujo del globo de cubierta metálica.

Popayán, enero 21 de 1887. Carlos Albán.

Ministerio de Fomento. Bogotá, febrero 18 de 1887. Publíquese esta solicitud y el adjunto recibo del señor Tesorero en el Diario Oficial y exíjase al interesado llene las formalidades de que tratan los artículos 5o. y 13 de la ley 35 de 1869, para obtener la patente que se pide. El Ministro, J. Casas Rojas.

El general Rafael Reyes, como ministro de Fomento, concedió la patente # 58 con término de 20 años, el 9 de octubre de 1888.
Otros de los inventos de Albán fueron patentados, según afirman sus admiradores colombianos, en Alemania, Italia, Francia y los Estados Unidos. Un buen ejemplo de la publicidad internacional algo irónica que recibió su actividad científica se tiene en la siguiente traducción de un periódico estadounidense:

Telescopio poderoso. Si cualquier lector científico se coloca en un plano completamente descubierto y pone la visual sobre un objeto colocado a una milla de distancia, distinguirá claramente no solo sus contornos sino también minuciosidades de él. Si, pues, la Luna pudiera atraerse a una distancia aparente de una milla de la tierra, ¡qué campo se abriría a probables descubrimientos científicos! Esta probabilidad, o más bien certidumbre de descubrimiento, es la que un distinguido y enérgico caballero de Colombia (Sur América), se cree capaz de llevar a buen término, y si el éxito corona sus esfuerzos, habrá en la feria universal un telescopio reflejante de tan gran poder, que todos los conocidos hasta ahora parecerán poco menos que simples binóculos. El señor Carlos Albán, colombiano, es el brujo que intenta producir estas maravillas, quien actualmente está en Washington conferenciando con hombres de ciencia y oficiales sobre la mejor manera de proceder. El doctor Albán ha sido procurador general de Colombia y es bien conocido como notable hombre científico. Su plan de telescopio abraza el principio de cristales reflejantes con varios cambios radicales de los métodos antiguos. Usa un nuevo procedimiento, en primer lugar para los cristales mismos y para el ajuste de los focos. Pues en lugar de mover la pieza del ojo, como se practica actualmente, se mueve el lente mismo para obtener el ajuste conveniente. El doctor Albán ha construido un instrumento de veinticinco pulgadas de diámetro, que se ha exhibido en Nueva York y ha mostrado gran poder. Un aparato de cuatro yardas de diámetro pesará solo 200 libras, y salvo que el eminente inventor haya incurrido en grave error de cálculo, tendrá tan gran poder que atraerá la Luna a una distancia de una milla de la tierra y permitirá resolver definitivamente la cuestión de estructura y la posibilidad de vida en aquel luminar. Un artículo publicado recientemente en el Courrier des Etats Unis hace relación de un telescopio semejante que se proyectaba construir para la exposición de París en 1900. Importa saber que el doctor Albán desarrolló su plan antes que se pensara en el aparato francés y que si el éxito corona sus esfuerzos, el honor de este gran adelanto en astronomía pertenecerá al continente americano, al paso que los Estados Unidos serán el campo del desarrollo práctico y de la acción.
The Evening Star

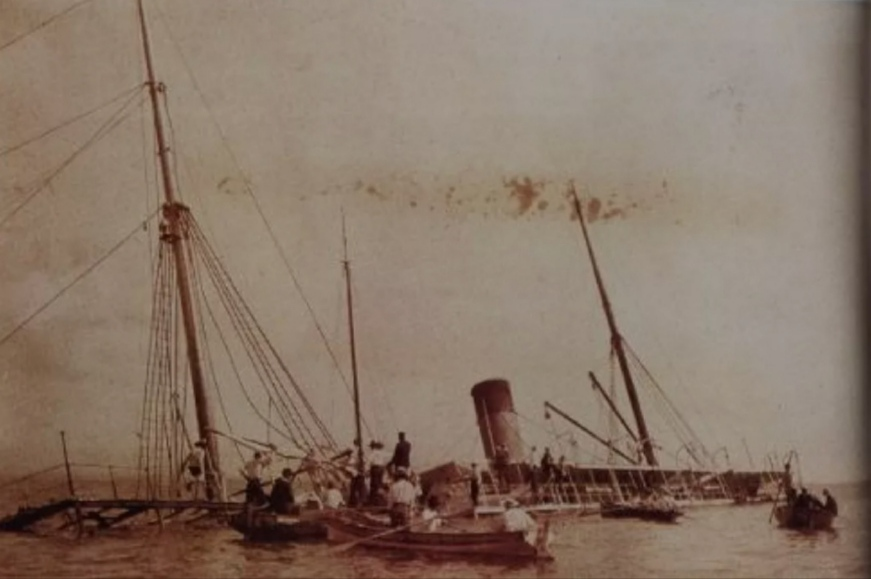
Hundimiento del barco Lautaro en Panamá, capitaneado por Carlos Albán quien murió en la acción (1902).

Como la mayoría de los políticos caucanos, don Carlos se dedicó también a la docencia en la Universidad del Cauca donde era conocido como el Loco. Allí regentó varias cátedras en las facultades de Literatura y de Ciencias Naturales. También ejerció la docencia en el Colegio de María, para señoritas, y fundó el de San Pedro, para hombres, donde aplicó el método que se conoce como escuela viva o activa.
Si sus ímpetus políticos y científicos eran grandes, no lo era menos su fervor religioso, que trascendía todos los actos de su vida, pero principalmente se reflejaba en su poesía y prosa, de lo que dejó una producción relativamente abundante que empezó a publicar en 1884. Un ejemplo de religiosidad lo dio en 1898, cuando envió desde Hamburgo al cura párroco de San Francisco en Popayán la suma de cincuenta francos oro que la Société Centrale de París le había pagado por la venta de un aparato científico cuyo privilegio había cedido a Francia; pedía que esa suma se destinara para una misa en el altar de Nuestra Señora de Lourdes.
En 1900 ganó la Batalla del Puente de Calidonia frente al general Emiliano Herrera durante la Guerra de los Mil Días. Murió el 20 de enero de 1902 durante una batalla naval en Panamá, cuando fue hundido el barco de guerra Lautaro, que él comandaba.

## Legado

### Honores
Debido a su importancia en Colombia se honra su memoria de las siguientes formas:
- Medalla Carlos Albán. Creada mediante el decreto 149 del 9 de marzo de 2011 y su nombre oficial es: Orden Civil Carlos Albán, fundida en oro, pende de una cinta con los colores de la bandera de Popayán. Su anverso lleva inscrito el perfil del reconocido prócer colombiano. La recibirá por potestad de quien ejerza como titular del cargo de Alcalde de la ciudad de Popayán.
- En la ciudad de Popayán en el sector Histórico. Sobre la carrera 9.ª se encuentra ubicada un Placa conmemorativa al General Carlos Albán en la que fue su casa, pero que actualmente fue reemplazada por otra más ''moderna''.
- En la Plaza Bicentenario “Carlos Albán” de Popayán se levantará una estatua pedestre y en bronce del General, Carlos Albán.[2]
- En el departamento de cundinamarca se encuentra el municipio Albán denominado así por el general,del mismo modo un colegio que lleva su nombre

### Epónimos
En memoria del General y Doctor Carlos Albán se han nombrado diferentes lugares y sitios
- Albán (Cundinamarca)
- Albán (Nariño) o San José de Albán
- Albán (Valle del Cauca).
- Batallón de Ingenieros Aerotransportado n.º. 7, “General Carlos Albán Estupiñán”, con sede en el departamento del Meta.
- Parque Informático de Ciencia, Arte y Tecnología "Carlos Albán", ubicado en la Comuna 8 de Popayán
- Plaza Bicentenario “Carlos Albán” ubicada en el barrio Bolívar de Popayán (Antiguo parque Centenario de Bolívar).
- Colegio General Carlos Albán ubicado en el Barrio Ciudad Porfia en Villavicencio, Meta
- Institución Educativa Carlos Albán ubicada en Timbio, Cauca
- Institución Educativa Departamental General Carlos Albán ubicado en Albán (Cundinamarca)
- Colegio General Carlos Albán ubicado en Cali

### Inventos y adelantos científicos
- En 1872 propuso una nueva clasificación de los metales
- Ludión Doble (aparato de física que sirve para demostrar la teoría del equilibrio de los cuerpos sumergidos en el agua) que fue patentado en Bruselas
- Telescopio tricaóptico (de veinticinco pulgadas de diámetro, que fue exhibido en Nueva York).
- Reloj (universal) Patente Documento US-0682016-A_I (USPTO).
- Aparato que permitía levantar cualquier peso y patentado en los Estados Unidos
- Espejo de luz trifocal
- Neumo-barométrica
- Presentó al gobierno colombiano en 1887 un sistema de globos aerostáticos de "envoltura metálica", cuya patente fue solicitada al Ministerio de Industria. El general Rafael Reyes, como ministro de Fomento, concedió la patente # 588 con término de veinte años, el 9 de octubre de 1888.[cita requerida]